# Pomatoschistus
Pomatoschistus bezeichnet eine Gattung der Grundelartigen (Gobiiformes). Es handelt sich um kleine, nur zwischen 3 und 10 Zentimeter lang werdende Fische, die vor allem in küstennahen Gewässern wie Buchten und Mündungsgebieten des Mittelmeers, des östlichen Atlantiks und des Schwarzen Meeres zu finden sind. Die Gattung Pomatoschistus wurde 1864 durch den US-amerikanischen Ichthyologen Theodore Nicholas Gill aufgestellt.

## Lebensweise
Je nach Art sind Sandgrundeln sowohl im Meerwasser, wie auch im Brack- und Frischwasser bis zu einer Tiefe von 20 Meter anzutreffen. Die meisten Arten leben auf feinem Sand- oder Kiesgrund, wo sie durch ihre Sandfärbung optimal getarnt sind. Gelegentlich trifft man sie aber auch im freien Wasser, 10 bis 50 Zentimeter über dem Meeresboden an.

## Arten
Derzeit sind 14 Arten der Gattung Pomatoschistus bekannt. Im Jahr 2008 wurde in der Morača, einem Fluss im Zentrum Montenegros, die neue Art Pomatoschistus montenegrensis erstmals beschrieben. Durch ihre einheitliche Sandfärbung sind die Arten der Gattung Pomatoschistus im Freiwasser nur sehr schlecht bis gar nicht voneinander zu unterscheiden.
- Pomatoschistus anatoliae Engin & İnnal, 2017
- Pomatoschistus bathi P. J. Miller, 1982 (Baths Sandgrundel)
- Pomatoschistus canestrinii (A. P. Ninni, 1883) (Schwarzflecken-Sandgrundel)
- Pomatoschistus knerii (Steindachner, 1861) (Kners Sandgrundel)
- Pomatoschistus lozanoi (F. de Buen, 1923) (Lozanos Sandgrundel)
- Pomatoschistus marmoratus (A. Risso, 1810) (Marmorierte Sandgrundel)
- Pomatoschistus microps (Krøyer, 1838) (Gemeine Sandgrundel)
- Pomatoschistus minutus (Pallas, 1770) (Sandgrundel)
- Pomatoschistus montenegrensis P. J. Miller & Šanda, 2008[3]
- Pomatoschistus nanus Engin & Seyhan, 2017
- Pomatoschistus norvegicus (Collett, 1902) (Norwegische Sandgrundel)
- Pomatoschistus pictus (Malm, 1865) (Bunte Sandgrundel)
- Pomatoschistus quagga (Heckel, 1837) (Quagga-Grundel)
- Pomatoschistus tortonesei P. J. Miller, 1969 (Tortoneses Sandgrundel)